# Relation (métadonnée)
Pour les articles homonymes, voir Relation.
Dans les métadonnées, la relation est un élément de donnée qui définit la référence à une autre ressource qui a un rapport avec cette ressource[Laquelle ?].[pas clair] C'est un élément du référentiel Dublin Core.

## Intérêt pour l'indexation et la recherche
Les métadonnées facilitent largement le travail des moteurs d'indexation et de recherche. Les moteurs peuvent extraire automatiquement de nombreuses informations sur le document. L'élément relation permet de reconstituer les relations qui existent entre documents. Par exemple, on peut savoir qu'une page est la cinquième d'un ensemble cohérent de quinze pages chaînées les unes aux autres.
L'élément relation comporte de nombreux raffinements, dans le cas de l'utilisation du Dublin Core qualifié.
Pour plus d'informations sur les raffinements, voir le site d'OpenWeb, qui indique 13 raffinements.
Les raffinements permettent de préciser les versions, les remplacements, les inclusions, les références...
Un raffinement permet d'indiquer si le document se conforme à un standard.

## Paramétrage enHTML/XHTML
L'établissement du lien se fait par un élément link, selon la commande :
```
<link rel="DC.relation" href="http://www.example.org/" />
<link rel="DCTERMS.references" href="http://www.example.org/publications/2002/176459.pdf" />
```

On doit dans certains cas préciser les droits :
```
<link rel="DC.rights copyright" href="http://www.example.org/rights.html" />
<link rel="DCTERMS.tableOfContents contents" href="http://www.example.org/toc.html" />
```

Pour plus d'informations, voir le site du Dublin Core Metadata Initiative :
Expressing Dublin Core in HTML/XHTML meta and link elements.